# Copons del Llor
Els Copons del Llor són un llinatge català amb orígens a la baixa edat mitjana que tingué una importància creixent a l'edat moderna. Els membres del llinatge participaren en les tensions internes del Principat de Catalunya. Els seus noms apareixen a les diferents corts celebrades al llarg dels segles, per exemple a les Corts de Barcelona de 1519.

## Integrants del llinatge[1]

### Jaume de Copons i Sant Martí
Jaume de Copons, 3r senyor de Copons, casat amb Blanca de Boixadors, va tenir per fill segon a Pere de Copons i de Boixadors, que va casar-se el 1266 amb Sibil·la de Rajadell, senyora de Llor, filla de Berenguer de Rajadell i neboda de Guillem de Rajadell, que li va fer donació del castell del Llor al febrer de 1266. Pere de Copons va participar en la conquesta de Menorca el 1286. Va tenir per fill i successor a Berenguer.

### Berenguer de Copons i de Rajadell
Berenguer de Copons i de Rajadell, senyor de Llor, va participar el 1323 en la conquesta aragonesa de Sardenya amb l'infant Alfons d'Aragó. El 1356 es va casar amb Sibil·la de Montsonís i de Merlès (filla de Guillem), i després a les segones núpcies amb madona Violant. El seu fill Berenguer fou l'hereu, i del segon matrimoni tingué Hug que va ser senyor de la Manresana.

### Berenguer de Copons i de Montsonís
Berenguer II de Copons i de Montsonís, senyor de Llor, fou el 6è senyor de Copons per haver-lo heretat del cosí germà del seu pare Pere Ramon de Copons i Desvalls, 5è senyor de Copons, mort sense descendència. Va ser cavaller de l'Estament militar de Catalunya el 1411. El 1392 va participà en la guerra de Sicília amb l'infant Martí d'Aragó. Va casar-se el 1379 amb Violant de Messina i Destorrent, filla segona de Joan, senyor de la Manresana, i de Blanca, amb qui no va tenir fills. Va casar-se per segona vegada amb Elionor d'Alentorn, amb qui va tenir 1r a Joan que el va succeir a Copons i 2n a Berenguer que va ser senyor de Llor, que es tracta més a baix.

### Joan de Copons i d'Alentorn
Joan de Copons i Alentorn 7è senyor de Copons, Durban, Balsareny, Albarells, etc. Va casar el 1432 amb Beatriu Gibert, de qui va tenir 1r a Ramon que el va succeir i 2n Joan que no va tenir successor. Va casar per segona vegada amb Àngela de Guimerà, i van tenir 3r a Dalmau que va ser senyor del Bullidor, 4t Galzeran, 5è Isabel, 6è Joana 7è Violant que va casar el 1475 amb Joan de Calders, senyor de Segur. Va atorgar el seu testament en el seu castell de Copons el 30 de desembre de 1450, fundant un fideïcomís al capdavant del seu fill Ramon, i els seus descendents amb substitució al seu altre fill Dalmau, etc.

### Berenguer de Copons i d'Alentorn
Va succeir al seu pare, Berenguer de Copons i Montsonís, com a 5è senyor de Llor. Casà amb Isabel de Bisbal. Comprà la baronia de Tossal el 1491. El seu fill, Berenguer de Copons i Bisbal va ser el 6è senyor de Llor.

### Berenguer de Copons i de Bisbal
6è senyor de Llor. Es va casar amb Lluïsa de Vilafranca. Va tenir com a hereu a Jordi Joan de Copons i de Vilafranca (7è senyor de Llor) Baró de Tossal i Torreblanca. Un altre fill va ser Onofre de Copons i de Vilafranca, Canonge de Tarragona, president de la Generalitat (1551- febrer 1552 +). El tercer fill va ser Berenguer de Copons i de Vilafranca, Procurador General de Ferran I Joan Ramon Folc de Cardona, al marquesat de Pallars (1516) i 1r de la nissaga dels Copons de Malmercat.

### Jordi Joan de Copons i de Vilafranca
7è senyor de Llor. Baró de Tossal i Torreblanca. Casà amb Margarida Boix el 1528.

### Gaspar de Copons i de Boix
8è senyor de Llor. Casà amb Aldonça Peguera, filla de Lluís, senyor de Torrelles.

### Lluís Dalmau de Copons i Paguera
9è senyor de Llor. Casà amb Anna de Pons filla del Baró de Ribelles.

### Lluís de Copons i Pons
10è senyor de Llor. Casà amb Francesca Cecília Gebelí el 1603.

### Josep de Copons i Gebelí
11è senyor de Llor. Casà amb Elena de Vilar.

### Joan de Copons i de Vilar
12è senyor de Llor. Morí sense descendència

### Ramón de Copons i de Vilar
13è senyor de Llor. Casà el 1678 amb Josepa Armengol i Aymerich, filla d'Antoni d'Armengol i Agulló, Baró de Rocafort.

### Josep de Copons i Armengol
14è senyor de Llor. Diputat militar el 1701. Casà amb Caterina de Copons i de Cordelles (de la nissaga dels Copons de Malmercat). No van tenir descendència. La Caterina es casaria en segones núpcies amb Josep Anton de Mata i de Copons que seria el nou titular de Llor. El fill d'aquest matrimoni va ser Josep de Mata i de Cordelles.

## Altres membres de la nissaga dels Copons

### Ramon de Copons i Gibert
Ramón de Copons i Gibert, 8è senyor de Copons, etc. Va obtenir del Rei Joan II d'Aragó, el 1474, donacions de les jurisdiccions de Copons i Durban. Va casar-se el 1462 amb Violant de Calders i Claret, filla de Francesc, senyor de Santa Fe, de qui va tenir 1r a Ramon que el va succeir, i 2n a Lluïsa, que va ser esposa d'Anton-Joan de Vilaplana, donzell de Cervera, 3r a fra Hug, que va ser cavaller de Sant Joan i Comanador de Torres de Segre, qui va tenir d'Angelina Borrassana, el fill natural Galzeran de Copons, fundador de la Causa Pia de Copons; que no va tenir descendents; 4t Dalmau, que no va tenir successió.

### Ramon de Copons i Calders
Ramón de Copons i Calders, 9è senyor de Copons, Durban, etc. Va casar-se el 1489 amb Rafaela d'Hospital, filla de Francisco i Brígida de la qual no va tenir fills; i altra vegada es casà amb Maria d'Oluja filla del senyor de la Cardosa de qui va tenir un fill pòstum, anomenat Joan, que va viure o no va viure.
Un dia, pel motiu del qual es va suscitar llarg plet sobre la successió dels béns i feu de Copons. Ramón havia atorgat testament el 4 de maig de 1536, nomenant hereu al fill que deixés, que com s'ha dit va ser el Joan de Copons i Oluja, anomenat el "Pòstum", que no va arribar a heretar. La més pròxima hereva era dona Lluïsa de Copons Calders, casada amb Joan-Anton de Vilaplana donzell de Cervera. Aquests van ser pares de Lluís Vilaplana i Copons, casat el 1512 amb Antiga Artigas, i van ser pares de Lluís de Vilaplana i Artigas, qui va seguir el plet per Copons, però va morir sense fills, sota testament de 1576, nomenant un altre parent més remot dels Vilaplana, que deien que gens tenia a veure amb la família Copons.
La veritat és que segons el plet que va seguir, Joan-Anton de Vilaplana i Lluïsa de Copons van tenir un segon fill anomenat Antonio de Vilaplana i Copons que va anar a viure a Perpinyà, i va ser pare de 1r. Joan Ginés, i aquest de Antonio, que va ser castlà de Copons el 1593, i aquest va ser pare d'altre Anton, Carlà de Copons el 1636, que va ser pare de Joana Vilaplana i Descamps, que va vendre el castell el 1667 a José de Camprodon, qui va obtenir investidura. Aquest senyor era de la casa dels Barons de Prullans, de la qual són successors els senyors Marquesos de Monistrol. El castell està arruïnat.